# Emmanuel Despujol
Emmanuel Despujol est un auteur de bande dessinée français né en 1964 à Bordeaux.

## Biographie

### Jeunesse
Emmanuel Despujol naît en 1964 à Bordeaux, en Aquitaine.
Dans les années 1980, il travaille à la pharmacie, car, « à l’époque, la bande dessinée n’était pas considérée comme une vraie activité », raconte-il dans une interview. Après la rencontre « des gens qui avaient les mêmes centres d’intérêts » que lui, il fait des illustrations, aux éditions Gallimard entre autres ; il dessine pour des magazines de jeux de rôles pour les Chroniques d'outre-monde avec Didier Cassegrain et travaille dans le prêt-à-porter en tant que graphiste.

### Carrière
En 2014, il présente son premier tome de la série Le Dixième Peuple, en tant que scénariste et dessinateur, sur la mythologie égyptienne, aux éditions Paquet.
En 2016, il remplace le dessinateur Jacques Lamontagne à partir du cinquième tome de la série Aspic, détectives de l'étrange, aux côtés du scénariste Thierry Gloris. La série prend fin en 2021.
En 2021, il dessine pour Éric Corbeyran la série Sideshow chez Soleil Productions.